# Jean-Achille Benouville
Jean-Achille Benouville (Parigi, 15 luglio 1815 – Parigi, 8 febbraio 1891) è stato un pittore francese.
Fu un pittore paesaggista, conosciuto soprattutto per i suoi paesaggi italiani.

## Biografia
Era il primogenito del fabbro Augustin Benouville e di Jeanne-Françoise Couturier.
Assieme al fratello minore François Léon compì il suo apprendistato dapprima presso lo studio di François-Édouard Picot, quindi nell'atelier di Léon Cogniet. Dipinse diversi paesaggi nei dintorni di Parigi, Compiègne e Fontainebleau, finché nel 1834 per la prima volta espose al Salon. Si iscrisse quindi alla Scuola di Belle arti di Parigi e si vide assegnare il secondo prix de Rome, nella categoria del paesaggio storico. Negli anni che seguirono si recò tre volte in Italia, di cui una in compagnia dell'amico e mentore Jean-Baptiste Camille Corot, con il quale divise il suo atelier romano nel 1843.

Nel 1845 vinse il Prix de Rome con la tela "Ulisse e Nausicaa". Partì quindi per Roma, dove si trattenne tre anni nel pensionato di Villa Medici. Alla fine del periodo concessogli dal premio, Benouville decise di restare in Italia, dove esercitò la sua arte per venticinque anni, pur continuando ad esporre nei Salon parigini.
Nel 1851 convolò a nozze ed ebbe due figli: Pierre-Louis e Léon, che divennero ambedue architetti. Rimasto vedovo, rientrò in patria, e nel 1871 si risposò.
 
Nel 1884 Guy de Maupassant gli dedicò il racconto Lo zio Jules.
Viaggiò spesso, attraverso l'Italia, nei Pirenei e nei Paesi Bassi, finché la morte lo colse a Parigi nel 1891.

## L'opera
Benouville rimase fedele per tutta la vita al genere del paesaggio storico, nella scia di Claude Lorrain, pur affinando con gli anni la sua tecnica e i suoi modi espressivi che, agli inizi, erano palesemente accademici. I suoi effetti di luce svelano l'influenza di Corot e furono particolarmente apprezzati. Ciò è assai evidente in alcune sue opere, come la "Vista di una villa romana".

Benouville, inoltre, curò più dello stesso Corot la precisione e la chiarezza dei dettagli. Quando poi a questo pregio si unisce, come nel quadro "Capri", una sicura capacità compositiva ed il tutto è esaltato da un sapiente gioco di contrasti fra tinte delicate, allora Benouville esprime il meglio del suo talento.

## Galleria d'immagini

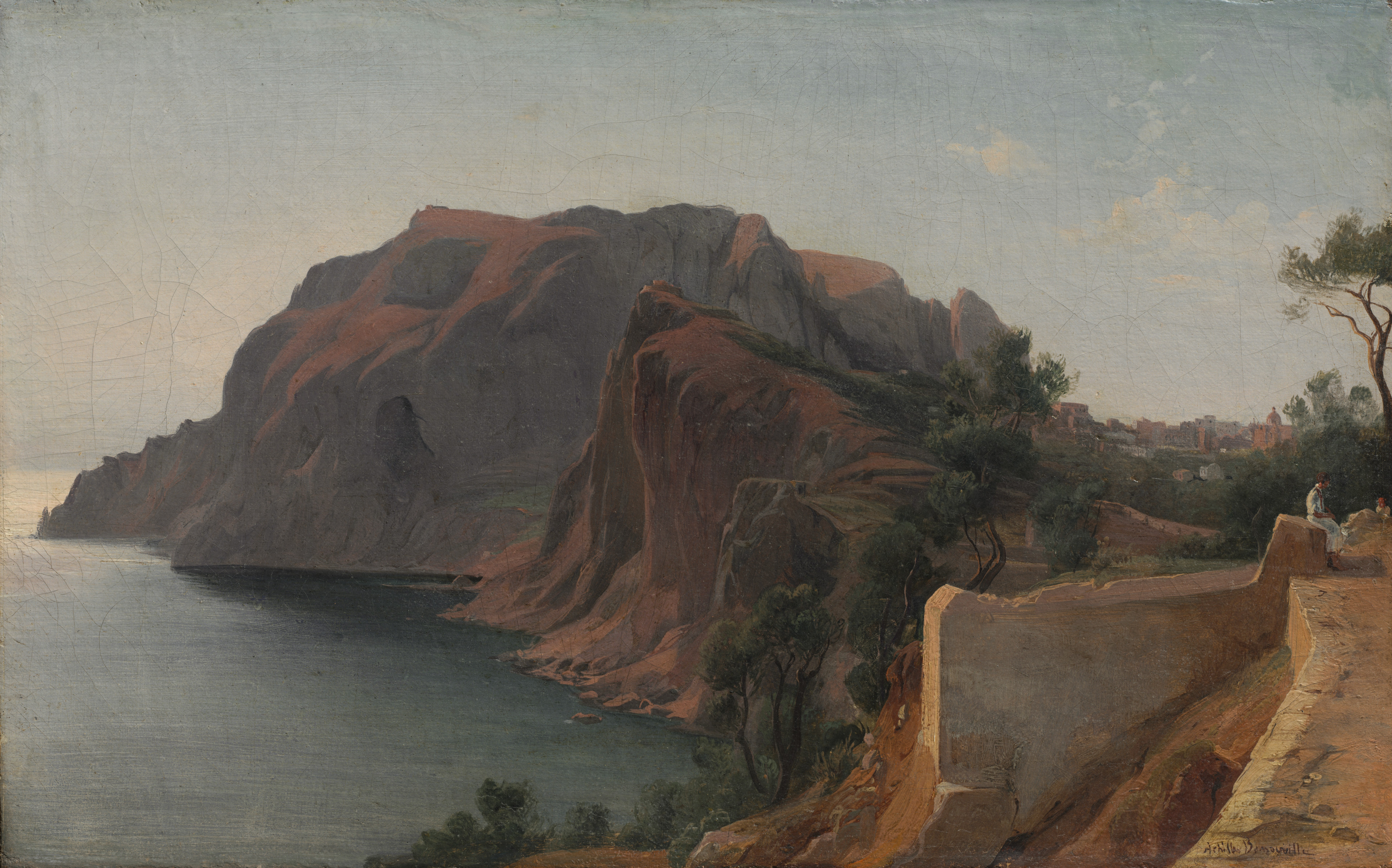
Capri
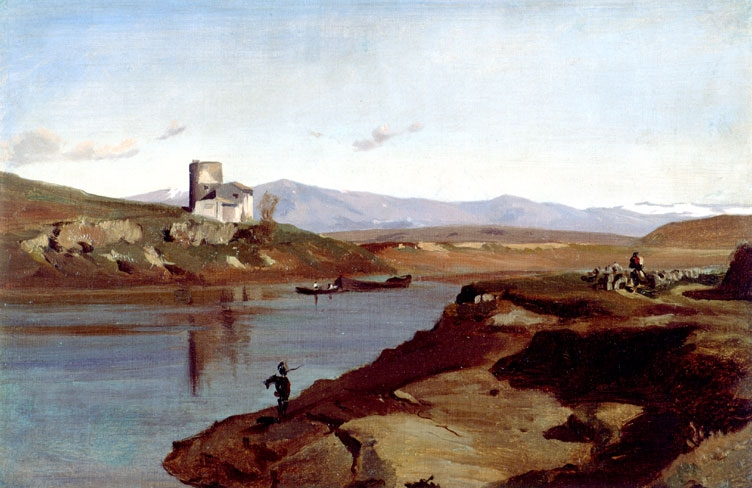
Paesaggio italiano
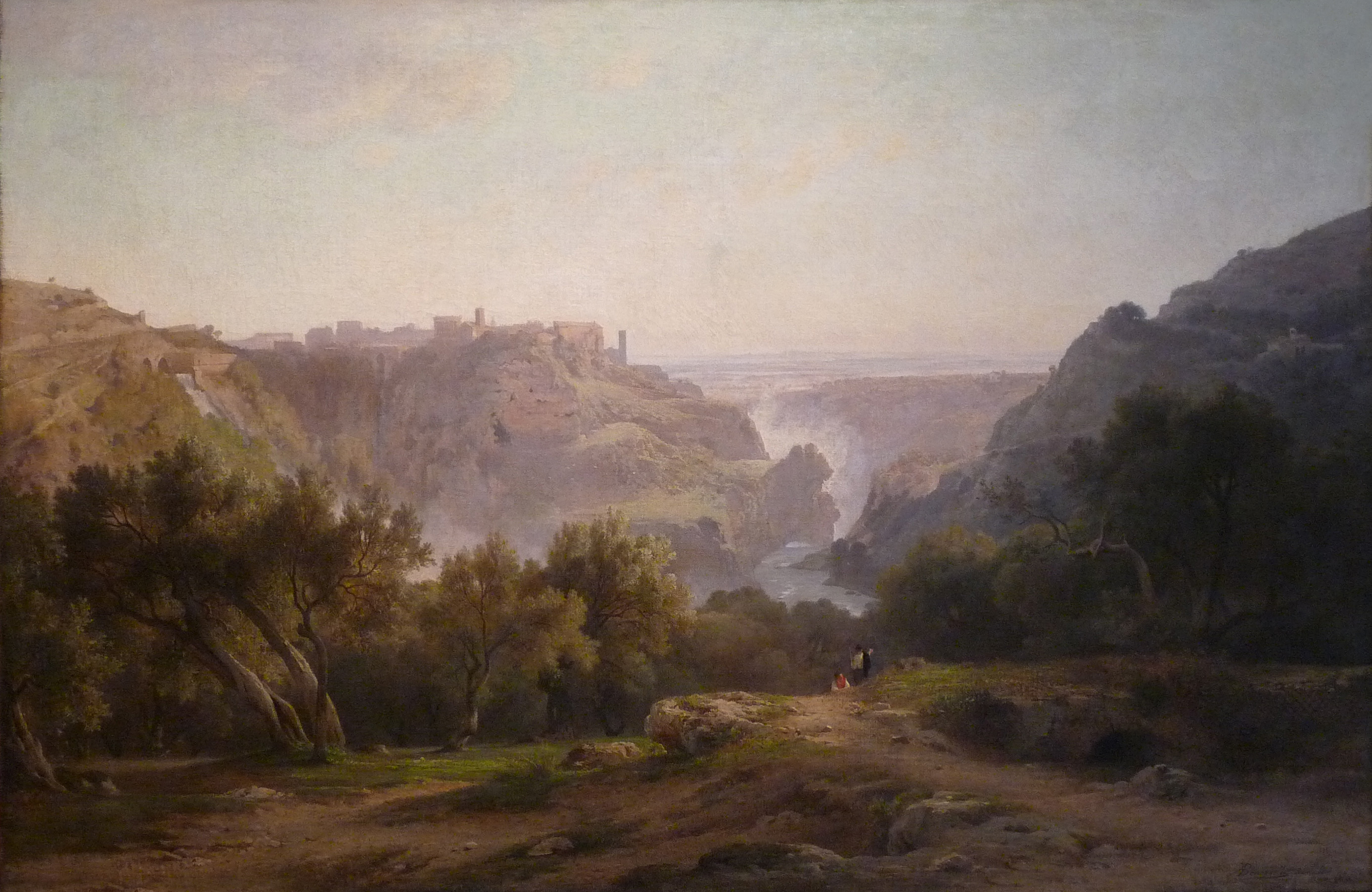
Tivoli
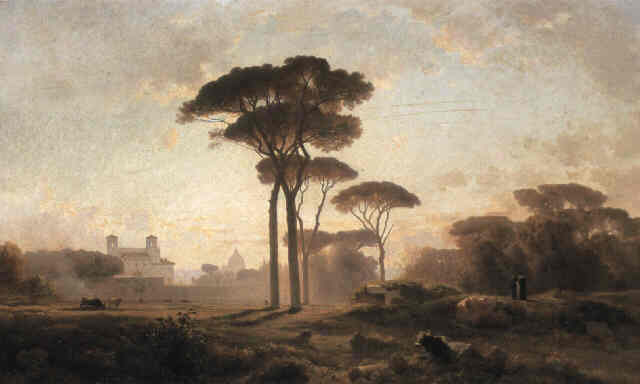
Villa Medici
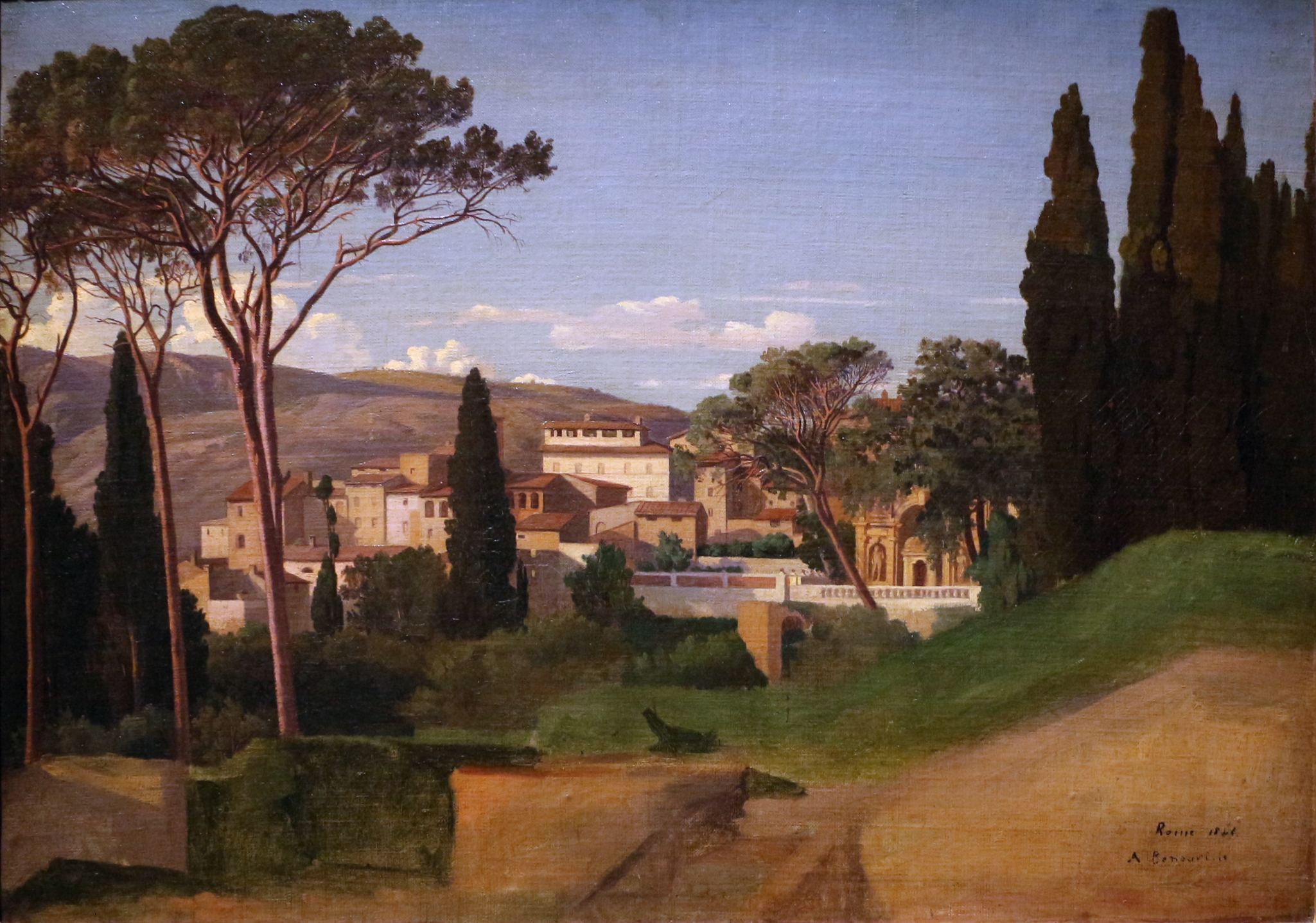
Una villa romana
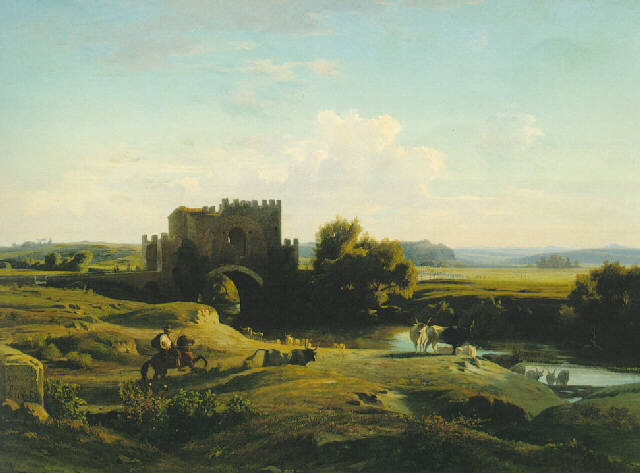
Ponte Nomentano
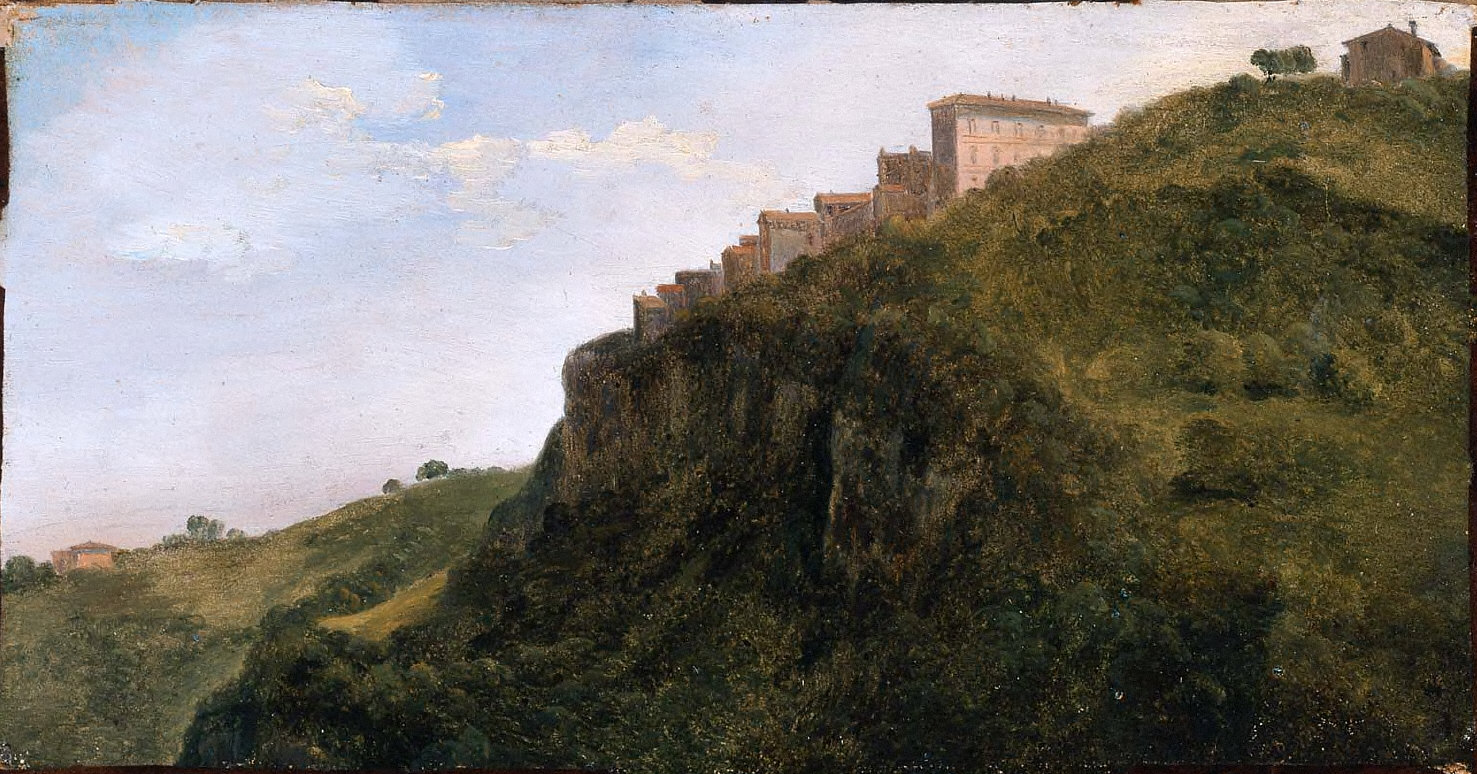
Paese italiano sulla collina
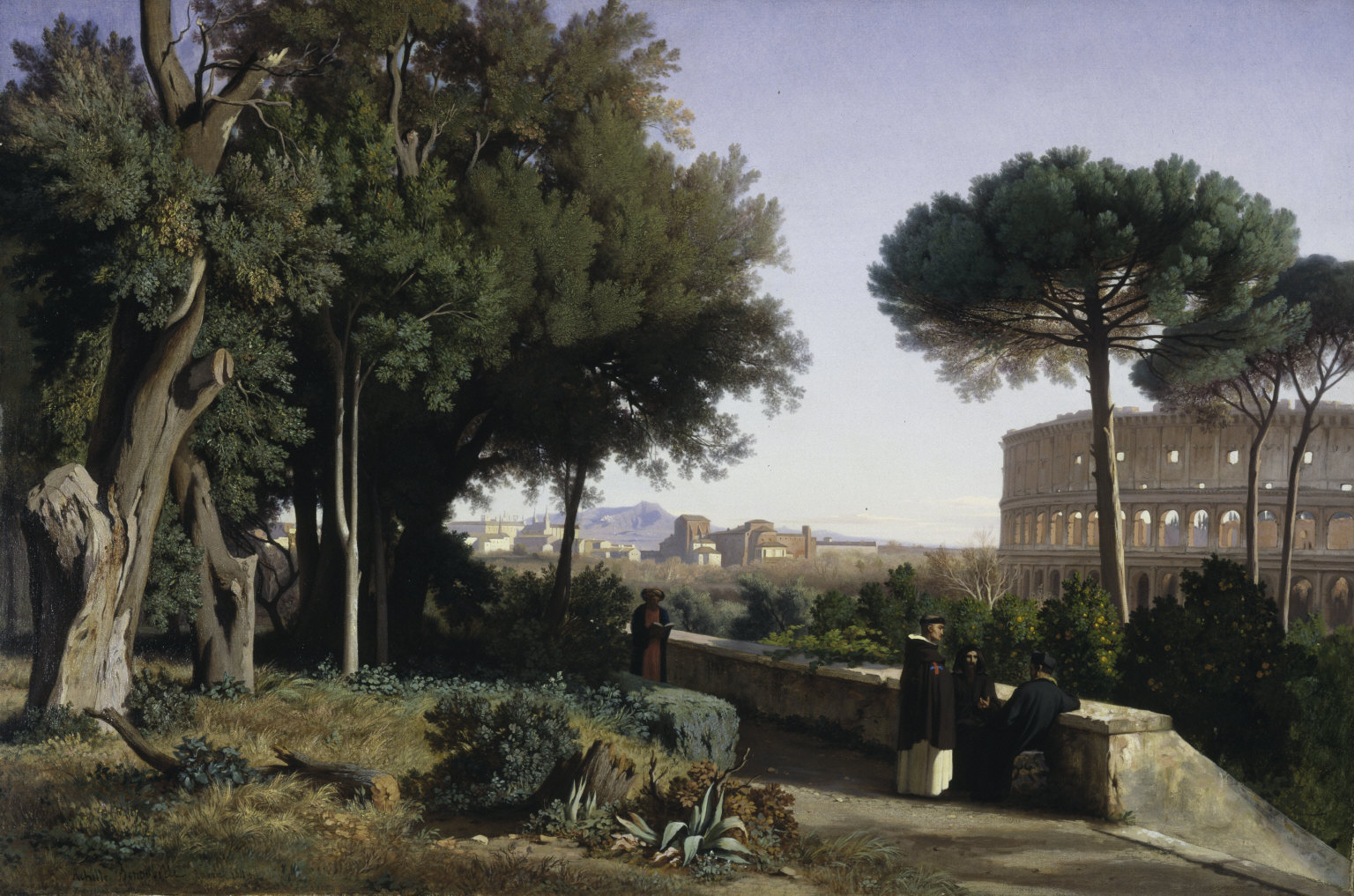
Il Colosseo visto dal colle Palatino